# Staatsanzeiger für die Freie Stadt Danzig
Der Staatsanzeiger für die Freie Stadt Danzig (bis 1922 Staatsanzeiger für Danzig) war das  Amtsblatt der Freien Stadt Danzig von 1920 bis 1939.

## Geschichte
Der Staatsanzeiger für Danzig erschien seit 1920 in der völkerrechtlich selbstständigen Freien Stadt Danzig, als Nachfolger des Amtsblatts der Regierung zu Danzig des preußischen Regierungsbezirks Danzig. 1922 wurde der Titel in Staatsblatt für die Freie Stadt Danzig geändert. Seit September 1939 wurde nach der deutschen Annexion der Stadt das Verordnungsblatt des Militärbefehlshabers Westpreußen-Danzig herausgegeben.

## Inhalt
Der Teil I Staatsanzeiger enthielt Erlasse und Verordnungen sowie amtliche Bekanntmachungen, wie Kandidatenlisten der Parteien vor Wahlen und Wahlergebnisse. Der Teil II Öffentlicher Anzeiger enthielt Bekanntmachungen zu lokalen Vorgängen.
Bis 1922 wurden auch Gesetze im Staatsanzeiger Teil I veröffentlicht, danach gab es ein gesondertes Gesetzblatt der Freien Stadt Danzig.